# Aadorf
Aadorf is een gemeente in het Zwitserse kanton Thurgau, district Münchwilen. De gemeente telt 7436 inwoners.
Ze is in 1996 in haar huidige omvang ontstaan na de samenvoeging van de toenmalige zelfstandige gemeenten Aadorf, Aawangen, Ettenhausen, Guntershausen bei Aadorf en Wittenwil.

## Bezienswaardigheden
Bezienswaardig is de katholieke kerk St. Alexander, die is gebouwd in de periode 1863-65 door de architecten Joachim Brenner en Johann Christoph Kunkler. In de kerk bevindt zich een glasschilderij van Ferdinand Gehr. In Aadorf ligt tevens het voormalige klooster Tänikon, dat uit de 13e eeuw dateert.

## Plaatsen in de gemeente
Aadorf, Aawangen, Bürg, Ettenhausen, Friedtal, Guntershausen bei Aadorf, Häuslenen, Huzenwil, Maischhausen, Moos, Tänikon, Weiern, Wittenwil, Wittershausen